# 小行星3578
小行星3578（3578 Carestia）是一颗绕太阳运转的小行星，为主小行星带小行星。该小行星于1977年2月11日发现。

## 轨道参数
小行星3578的轨道半长轴为3.2111488 UA，离心率为0.211。